# Claudio Gentile
Claudio Gentile (Tripoli, Libija, 27. rujna 1953.) je talijanski nogometni trener te bivši nogometaš i nacionalni reprezentativac. S Azzurima je nastupio na dva svjetska prvenstva, 1978. u Argentini i 1982. u Španjolskoj te je na ovom potonjem osvojio naslov svjetskog prvaka. Većinu klupske karijere proveo je u Juventusu gdje je odigrao gotovo tristotinjak prvenstvenih utakmica, osvojivši pritom šest nacionalnih titula te dva europska trofeja.
Igrao je u obrani te je bio poznat kao jedan od najboljih braniča svoje generacije te jedan od najvećih talijanskih nogometaša na toj poziciji. U Juventusu je sa suigračima Cabrinijem i Scireaom u obrani te Dinom Zoffom kao vratarem činio jednu od najjačih obrambenih linija na svijetu. Magazin The Times ga je 2007. godine stavio na osmo mjesto ljestvice 50 najjačih nogometaša u nogometnoj povijesti.

## Karijera

### Klupska karijera
Na početku nogometne karijere, Gentile je igrao za niželigaše Aronu i Varese prije nego što je 1973. godine postao igrač Juventusa koji mu je obilježio najveći dio karijere. Tijekom jedanaest godina u klubu, osvojio je šest nacionalnih naslova te dva europska trofeja (Kup UEFA i Kup pobjednika kupova) dok je 1983. igrao finale Lige prvaka protiv njemačkog HSV-a.
U ljeto 1984. godine prešao je u redove Fiorentine iskoristivši tako nova pravila vezana uz puštanje igrača iz matičnih klubova. Ondje je naišao na probleme u vidu navijača (dolazak iz rivalske momčadi) te sukobe s trenerom Aldom Agroppijem.
Kraj igračke karijere dočekao je u Piacenzi nakon čega se umirovio 1988. godine.

### Reprezentativna karijera
Gentile je kao talijanski reprezentativac nastupio na Svjetskom prvenstvu 1978. gdje je odigrao sve utakmice. Također, bio je dio reprezentacije na EURU 1980. na kome je Italija bila domaćin. Najveći uspjeh s Azzurima ostvario je 1982. osvajanjem svjetske titule. Ondje se posebno istaknuo u utakmici protiv Argentine gdje je čuvao velikog Maradonu. Samo u prvom poluvremenu napravio je jedanaest prekršaja na njemu a Italija je pobijedila s 2:1.
Ukupno, Gentile je za Azzure nastupio 71 puta te je zabio jedan pogodak.

### Trenerska karijera
Kao trener, Gentile je preuzeo talijansku U21 reprezentaciju 2000. godine. U razdoblju od samo četiri godine, s njome je osvojio europski naslov u Njemačkoj dok su se na Olimpijadi u Ateni, Azzurini okitili brončanom kolajnom.
Mladu reprezentaciju vodio je do 2006. godine dok je kratko razdoblje bio trener Siona.

## Osvojeni trofeji

### Klupski trofeji
| Klub     | Trofej                | Godina    |
| Italija  | Italija               | Italija   |
| -------- | --------------------- | --------- |
| Juventus | Scudetto              | 1974./75. |
| Juventus | Scudetto              | 1976./77. |
| Juventus | Kup UEFA              | 1976./77. |
| Juventus | Scudetto              | 1977./78. |
| Juventus | Coppa Italia          | 1979.     |
| Juventus | Scudetto              | 1980./81. |
| Juventus | Scudetto              | 1981./82. |
| Juventus | Coppa Italia          | 1983.     |
| Juventus | Scudetto              | 1983./84. |
| Juventus | Kup pobjednika kupova | 1983./84. |

### Reprezentativni trofeji
| Turnir                           | Trofej | Godina |
| -------------------------------- | ------ | ------ |
| Svjetsko prvenstvo u Španjolskoj | Zlato  | 1982.  |

### Individualni trofeji
| Trofej                             | Godina |
| ---------------------------------- | ------ |
| Najbolja momčad EP-a u Italiji     | 1980.  |
| Najbolja momčad SP-a u Španjolskoj | 1982.  |

### Trenerski trofeji
| Turnir                  | Trofej | Godina |
| ----------------------- | ------ | ------ |
| Europsko U21 prvenstvo  | Zlato  | 2004.  |
| Olimpijske igre u Ateni | Bronca | 2004.  |